# Ronnie Bedford
Ronnie Bedford (Bridgeport, 2 de junio de 1931 – Powell, 20 de diciembre de 2014) fue un batería de jazz estadounidense. Bedford fue uno de los fundadores del Yellowstone Jazz Festival que anualmente se celebra en Cody (Wyoming), y recibió el premio Wyoming Governor's Award de las Artes de 1993. En 1993 se autopublicó su propio CD, Tour de West.  Posteriormente produjo tres nuevos álbumes para Progressive Records.  Bedford vivió en Powell e impartió clases de percusión en el Northwest College.

## Discografía

### Como líder
- Just Friends (Progressive, 1993)
- Triplicity (Progressive, 1998)
- QuaDRUMvirate (Progressive, 1999)

### Como miembro de banda
con Benny Carter
- My Kind of Trouble (Pablo, 1989)
- Over the Rainbow (MusicMasters, 1989)

con Benny Carter
- Over the Rainbow (MusicMasters, 1989)

con Arnett Cobb
- Funky Butt (Progressive, 1980)

con Chris Connor
- Sweet and Swinging (Progressive, 1978)

con Buddy DeFranco
- Like Someone in Love (Progressive, 1989)

con Don Friedman
- Invitation (Progressive, 1998)

con Hank Jones
- Arigato (Progressive, 1976)

con Rod Levitt
- The Dynamic Sound Patterns (Riverside, 1963)

con Pee Wee Russell
- Ask Me Now! (Impulse!, 1963)

con Derek Smith
- Plays Jerome Kern (Progressive, 1980)

con Chuck Wayne
- Morning Mist (Prestige, 1965)

Fuentes: